# Problema do inferno
Problema do Inferno é um argumento que vai contra a existência de Deus. O argumento diz que se Deus fosse amor, não mandaria pessoas para o Inferno.
O "Problema do Inferno" é um possível problema ético relacionado às religiões em que os retratos do inferno são ostensivamente cruéis (a tortura, o fogo), e são, portanto, incompatíveis com os conceitos de uma sociedade justa, moral e a bondade absoluta de Deus. O problema do Inferno gira em torno de quatro pontos fundamentais: ele existe, em primeiro lugar, algumas pessoas vão para lá, não há como escapar, e é a punição por ações ou omissões feitas na Terra.

## Questões
Existem várias questões importantes para o problema do inferno. A primeira é se a existência do Inferno é compatível com a justiça. A segunda é se ele é compatível com a misericórdia de Deus, especialmente articulada no cristianismo. Uma terceira questão, direcionada ao cristianismo, é se o inferno está realmente preenchido, ou se Deus acabará por "restaurar todas as coisas" (apocatástase) no mundo vindouro. Críticas à doutrina do inferno pode se concentrar sobre a intensidade ou a eternidade de seus tormentos, e argumentos em torno de todas estas questões podem invocar à onisciência, onipotência e benevolência de Deus.

## A divina misericórdia
Outra questão é o problema entre harmonizar a existência do Inferno com a infinita misericórdia de Deus.
Tal como no problema do Mal, alguns defensores argumentam que os tormentos do Inferno não são atribuíveis a um defeito na benevolência de Deus, mas na livre vontade humana. Apesar de um Deus benevolente preferir ver todos salvos, ele também permite aos humanos controlar seus próprios destinos. Essa visão abre a possibilidade de ver o Inferno não como um castigo, mas sim como uma opção permitida por Deus de forma que as pessoas que não desejarem estar com Deus não serem obrigadas a tal. C.S. Lewis propôs sua opinião no livro O Grande Abismo, onde diz: "Há apenas dois tipos de pessoas no final: as que dizem a Deus 'Seja feita a sua vontade' e aquelas a quem Deus diz 'Então tudo bem, faça do seu jeito'".
Um problema permanece em torno do ensino de teologias cristãs "sobre a graça, de admitir que Deus poderia realmente converter o coração de cada pecador e ainda deixar a liberdade da vontade na sua integridade. Na tradição tomista, Deus concede graça suficiente para a salvação de todas as pessoas, ainda que a salvação seja apenas para alguns.
Alguns críticos modernos da doutrina do Inferno (como Marilyn Adams McCord) afirmam que, mesmo se o Inferno for visto como uma escolha e não como castigo, não seria razoável a Deus dar a nós mesmos algo tão falho e ignorante como a responsabilidade do nosso destino eterno. Jonathan Kvanvig, em seu livro, The Problem of Hell, concorda que Deus não permitiria alguém ser condenado eternamente por uma decisão tomada em más condições. Não se deve respeitar as opções dos seres humanos, mesmo quando eles já são adultos completos, se, por exemplo, a escolha for feita enquanto estiver deprimido ou descuidado. Para Kvanvig, Deus não irá abandonar nenhuma pessoa até que tenha feito uma decisão definitiva em circunstâncias favoráveis, mesmo que rejeite a Deus, Ele vai respeitar uma escolha feita sob circunstâncias corretas. Uma vez que uma pessoa esteja ciente e, finalmente opte por rejeitar a Deus, haverá respeito à autonomia da pessoa, Deus permitirá há esta ser aniquilada. O fato de que é preciso acreditar em Deus ou ser objeto de condenação eterna ou aniquilamento, mesmo que a escolha seja totalmente feita por um humano, muitas vezes é percebida como uma tática para assustar e forçar inevitavelmente alguém a acreditar em Deus, que parece dizer, "você pode acreditar em mim ou não, mas se você não fizer isso, você sofrerá por toda a eternidade no Inferno (ou seja, a condenação eterna), ou então ser destruído ou apagado da existência (ou seja, aniquilação)". O argumento falha na medida em que por uma questão de fato, Deus não diz "você pode acreditar em mim ou não".